# 다약과일박쥐속
다약과일박쥐속(Dyacopterus)은 큰박쥐과에 속하는 박쥐 속의 하나이다. 동남아시아에서 발견되는 3종으로 이루어져 있다.

## 특징
보통 크기의 박쥐류로 전완장이 81.5~96.4mm이고 몸무게는 최대 148g이다. 몸에 짧은 털이 듬성등성 덮여 있고, 등쪽은 대체로 갈색빛이고 배쪽은 좀더 밝은 색을 띤다.

## 분포 및 서식지
태국과 필리핀 제도 사이의 동양구에 널리 분포한다.

## 하위 종
- 다약과일박쥐 (D. spadiceus)[4]
- 브룩다약과일박쥐 (D. brooksi)
- 리카르트다약과일박쥐 (D. rickarti)